# أدريان لي روي
أدريان لي روي (بالفرنسية: Adrian Le Roy) هو عازف آلة وترية ‏ وملحن فرنسي، ولد في 1520 في مونترويل في فرنسا، وتوفي في 1598 في باريس في فرنسا.

## وصلات خارجية
- أدريان لي روي على موقع الموسوعة البريطانية (الإنجليزية)
- أدريان لي روي على موقع ميوزك برينز (الإنجليزية)
- أدريان لي روي على موقع ديسكوغز (الإنجليزية)